# Borova (Pljevlja)
Pour les articles homonymes, voir Borova.
Borova (en serbe cyrillique : Борова) est un village du nord du Monténégro, dans la municipalité de Pljevlja.

## Démographie

### Évolution historique de la population
| 1948 | 1953 | 1961 | 1971 | 1981 | 1991 | 2003 |
| ---- | ---- | ---- | ---- | ---- | ---- | ---- |
| 109  | 196  | 229  | 222  | 192  | 128  | 79   |